# Pétrus Gourin
Pour les articles homonymes, voir Gourin.
Pétrus Gourin est un homme politique français né le 12 mai 1870 à Saint-Ismier (Isère) et décédé le 24 octobre 1945 à Saint-Ismier.
Viticulteur, expert agricole, il est maire de Saint-Ismier de 1914 à 1944 et député de l'Isère de 1919 à 1924, inscrit au groupe de l'Entente républicaine démocratique.

## Sources
- « Pétrus Gourin », dans le Dictionnaire des parlementaires français (1889-1940), sous la direction de Jean Jolly, PUF, 1960 [détail de l’édition]